# Rockmafia Debrecen
A Rockmafia Debrecen a Tankcsapda 2012-ben megjelent tizenkettedik stúdióalbuma. Az album 1. helyezést ért el a MAHASZ Top 40 album-, DVD- és válogatáslemez-listáján, ahol 96 hétig szerepelt és platina minősítést kapott az eladási eredmények alapján.

## Az album dalai
| 1.    | 1000 ördög            | 4:36 |
| 2.    | Nincsen semmi         | 2:29 |
| 3.    | Pokol a mennyből      | 3:07 |
| 4.    | Kirakatszív           | 3:40 |
| 5.    | Mi a fasz van?        | 4:28 |
| 6.    | Lejárt lemez          | 4:45 |
| 7.    | Én meg a rock 'n roll | 4:25 |
| 8.    | Bíbor köd             | 4:06 |
| 9.    | Kapcsolj ki           | 4:47 |
| 10.   | Biorobot              | 4:25 |
| 11.   | Hatalom nélküli rend  | 3:52 |
| 12.   | Számolj vissza        | 6:00 |
| 50:45 |                       |      |

## Közreműködők
- Lukács László – basszusgitár, ének
- Sidlovics "Sidi" Gábor – gitár
- Fejes Tamás – dobok
- Mányák Peti /Angerseed/ – ének - Számolj vissza

## Helyezések

### Albumlisták
| Lista (2012)                            | Helyezés |
| --------------------------------------- | -------- |
| Magyarország (MAHASZ Top 40 albumlista) | 1        |

### Eladási minősítések
| Ország       | Eladási minősítés (2013) | Példányszám |
| ------------ | ------------------------ | ----------- |
| Magyarország | 5× platina               | 26 000+     |

2012. december 14-ig a platinalemez minősítéshez 10.000 eladott példányra volt szükség nagylemezek esetén, ezután 4000 példányra csökkentette a platinalemez eladási számát a MAHASZ. A Rockmafia Debrecen még a változás előtt elérte az első platina minősítést, így jön ki az 5-szörös platina minősítés mellé 26.000 eladott példány.

## Külső hivatkozások
- A Tankcsapda hivatalos oldala